# Hệ thống tuyến tính
Hệ thống tuyến tính là một mô hình toán học của một hệ thống dựa trên việc sử dụng một toán tử tuyến tính. Các hệ thống tuyến tính thường có đặc điểm và tính chất đơn giản hơn nhiều so với các hệ thống phi tuyến. Là một khái niệm hoặc ý tưởng hóa toán học, các hệ thống tuyến tính có vai trò quan trọng trong lý thuyết điều khiển tự động, xử lý tín hiệu, cũng như viễn thông. Ví dụ, môi trường lan truyền cho các hệ thống viễn thông không dây thường được mô phỏng bằng các hệ thống tuyến tính.

## Định nghĩa
Một hệ xác định tổng quát có thể được mô tả bởi một toán tử, {\displaystyle H}, ánh xạ một đầu vào, {\displaystyle x(t)}, là một hàm của {\displaystyle t} tối một đầu ra, {\displaystyle y(t)}, một loại mô tả hộp đen. Các hệ thống tuyến tính thỏa mãn tính chất chồng chập. Với hai đầu vào hợp lệ
{\displaystyle x_{1}(t)\,}
{\displaystyle x_{2}(t)\,}
Cũng như các đầu ra tương ứng
{\displaystyle y_{1}(t)=H\left\{x_{1}(t)\right\}}
{\displaystyle y_{2}(t)=H\left\{x_{2}(t)\right\}}
Thì một hệ thống tuyến tính phải thỏa mãn
{\displaystyle \alpha y_{1}(t)+\beta y_{2}(t)=H\left\{\alpha x_{1}(t)+\beta x_{2}(t)\right\}}
{\displaystyle \alpha \,} và {\displaystyle \beta \,}.
Do đó hệ thống này được xác định bởi phương trình {\displaystyle H(x(t))=y(t)}, trong đó {\displaystyle y(t)} Là một số hàm tùy ý của thời gian, và {\displaystyle x(t)} là trạng thái của hệ thống. Hàm {\displaystyle y(t)} và {\displaystyle H}, {\displaystyle x(t)} đã cho có thể được giải. Ví dụ, một bộ dao động sóng hài đơn giản tuân theo phương trình vi phân:
{\displaystyle m{\frac {d^{2}(x)}{dt^{2}}}=-kx}.
Nếu
{\displaystyle H(x(t))=m{\frac {d^{2}(x(t))}{dt^{2}}}+kx(t)},
thì {\displaystyle H} là một toán tử tuyến tính. Cho {\displaystyle y(t)=0}, chúng ta có thể viết lại phương trình vi phân này như sau {\displaystyle H(x(t))=y(t)}, cho thấy rằng một bộ dao động sóng hài đơn giản là một hệ thống tuyến tính.
Hành vi của hệ thống thu được phải chịu một đầu vào phức tạp có thể được mô tả như là một tổng của các phản hồi đối với đầu vào đơn giản hơn. Trong các hệ thống phi tuyến, không có mối quan hệ như vậy. Tính chất toán học này làm cho lời giải của các phương trình mô hình hóa đơn giản hơn so với nhiều hệ thống phi tuyến. Đối với các hệ thống thời gian bất biến, đây là cơ sở của các phương pháp đáp ứng xung hoặc đáp ứng tần số (xem lý thuyết hệ thống LTI), trong đó miêu tả một hàm đầu vào tổng quát {\displaystyle x(t)} theo các thành phần xung đơn vị hoặc tần số.
Các phương trình vi phân điển hình của các hệ thống thời gian bất biến tuyến tính là tương thích tốt với phân tích sử dụng phép biến đổi Laplace trong trường hợp liên tục, và biến đổi Z trong trường hợp rời rạc (đặc biệt là trong các thực thi máy tính).
Một góc nhìn khác là các giải pháp cho các hệ thống tuyến tính bao gồm một hệ thống các hàm có vai trò như các vectơ trong hình học.
Một ứng dụng phổ biến của các mô hình tuyến tính là mô tả một hệ thống phi tuyến bằng cách tuyến tính hóa. Điều này thường được thực hiện bởi vì sự thuận tiện về mặt toán học.

## Đáp ứng xung thời-gian-biến-đổi
Đáp ứng xung thời-gian-biến-đổi h(t2,t1) của một hệ thống tuyến tính được định nghĩa là đáp ứng của hệ thống đó tại thời điểm t = t2 đối với một xung đơn được áp dụng tại thời điểm t = t1. Nói cách khác, nếu đầu vào x(t) đưa vào một hệ thống tuyến tính là
{\displaystyle x(t)=\delta (t-t_{1})\,}
trong đó δ(t) là đại diện cho hàm delta Dirac, và đáp ứng tương ứng y(t) của hệ thống này là
{\displaystyle y(t)|_{t=t_{2}}=h(t_{2},t_{1})\,}
thì hàm h(t2,t1) là đáp ứng xung biến thiên theo thời gian của hệ thống này. Do hệ thống không thể đáp ứng trước khi đầu vào được đưa vào nên điều kiện nhân quả sau đây phải được thỏa mãn:
{\displaystyle h(t_{2},t_{1})=0,t_{2}<t_{1}}

## Tích phân chập
Đầu ra của bất kỳ hệ thống tuyến tính liên tục theo thời gian nói chung nào cũng liên quan đến đầu vào bởi một tích phân mà có thể được viết trên một khoảng vô hạn gấp đôi do điều kiện nhân quả:
{\displaystyle y(t)=\int _{-\infty }^{t}h(t,t')x(t')dt'=\int _{-\infty }^{\infty }h(t,t')x(t')dt'}
Nếu các thuộc tính của hệ thống không phụ thuộc vào thời điểm làm việc thì ta gọi đó là bất biến theo thời gian và h() là một hàm duy nhất theo thời gian chênh lệch τ = t-t' và bằng zero đối với τ <0 (Cụ thể t <t'). Bằng cách xác định lại h(), ta có thể viết mối quan hệ đầu vào-đầu ra tương đương như sau,
{\displaystyle y(t)=\int _{-\infty }^{t}h(t-t')x(t')dt'=\int _{-\infty }^{\infty }h(t-t')x(t')dt'=\int _{-\infty }^{\infty }h(\tau )x(t-\tau )d\tau =\int _{0}^{\infty }h(\tau )x(t-\tau )d\tau }
Các hệ thống bất biến thời gian tuyến tính thường được mô tả bằng biến đổi Laplace của hàm đáp ứng xung được gọi là hàm truyền đó là:
{\displaystyle H(s)=\int _{0}^{\infty }h(t)e^{-st}\,dt.}
Đây này thường là một hàm hữu tỷ theo s. Bởi vì h(t) bằng không đối với t âm, tích phân này có thể được lấy từ âm vô cùng đến dương vô cùng và đặt s = iω theo công thức cho hàm đáp ứng tần số:
{\displaystyle H(i\omega )=\int _{-\infty }^{\infty }h(t)e^{-i\omega t}dt}

## Các hệ thống thời gian rời rạc
Đầu ra của bất kỳ hệ thống thời gian tuyến tính rời rạc có liên quan đến đầu vào của tổng chập biến thiên theo thời gian:
{\displaystyle y[n]=\sum _{m=-\infty }^{n}{h[n,m]x[m]}=\sum _{m=-\infty }^{\infty }{h[n,m]x[m]}}
hoặc tương đương với một hệ thống bất đổi theo thời gian được định nghĩa lại h()
{\displaystyle y[n]=\sum _{k=0}^{\infty }{h[k]x[n-k]}=\sum _{k=-\infty }^{\infty }{h[k]x[n-k]}}
trong đó
{\displaystyle k=n-m\,}
đại diện cho thời gian trễ giữa tác nhân kích thích tại thời điểm m và đáp ứng tại thời điểm n.